# 紅維什基
红維什基（烏克蘭語：Червоні Вишки），是烏克蘭東北部蘇梅州的旧村，隶属于原赫盧希夫區。處於穆拉韋伊尼亞河和斯維薩河源頭附近，分別距離穆拉韋伊尼亞、福托維日2公里和希羅凱2.5公里。